# Carmen Arroyo del Gavilán
Carmen Arroyo del Gavilán är en ort i Mexiko.   Den ligger i kommunen Playa Vicente och delstaten Veracruz, i den sydöstra delen av landet, 400 km sydost om huvudstaden Mexico City. Carmen Arroyo del Gavilán ligger 96 meter över havet och antalet invånare är 148.
Terrängen runt Carmen Arroyo del Gavilán är platt. Runt Carmen Arroyo del Gavilán är det ganska glesbefolkat, med 24 invånare per kvadratkilometer. Närmaste större samhälle är Playa Vicente, 16,5 km väster om Carmen Arroyo del Gavilán. Omgivningarna runt Carmen Arroyo del Gavilán är en mosaik av jordbruksmark och naturlig växtlighet.